# Абаді (газоконденсатне родовище)
Абаді — офшорне газоконденсатне родовище в індонезійському секторі Арафурського моря. Розташоване на південь від островів Танімбар на території ліцензійного блоку Масела, в районі з глибинами 300—900 метрів.
Родовище виявлене у 2000 році японською компанією Inpex, що придбала ліцензію на розвідку в згаданому блоці. У 2002—2008 роках було пробурено ще 6 свердловин, які виявили значні поклади вуглеводнів на рівні 3700-3900 метрів нижче морського дна у відкладеннях середньої юри. Колектор — пісковики.
Планом розробки планується буріння 18 експлуатаційних свердловин, згрупованих у п'ять кластерів. Первісно передбачалось виробництво 2,5 млн т зрідженого природного газу на рік, яке б здійснювалось на плавучому заводі. Використання останнього повинне забезпечити скорочення капітальних витрат, що доволі актуально в умовах, коли вкладення в розробку оцінюються на рівні біля 20 млрд доларів США. Крім того, спорудження берегових потужностей на території Індонезії потребуватиме прокладення трубопроводу через глибоководний жолоб, що викликає побоювання навіть не стільки через глибину 3000 метрів, як через високу сейсмічну активність та обвали на схилах жолоба.
Після того, як в ході дорозвідки підтверджені запаси значно зросли, компанія Inpex запропонувала уряду Індонезії оновлений план розвитку родовища, який передбачав збільшення виробничих показників втричі — до 7,5 млн т ЗПГ на рік та 24 тис. барелів конденсату/день. У відповідь в 2015 році індонезійці висунули вимогу спорудження 170-кілометрового трубопроводу та заводу на одному з островів Танімбара, що вигідно для них з точки зору розвитку регіону Молуккських островів. Станом на 2016 рік, урядом та інвесторами остаточне рішення з цього питання не досягнуте.  
Підтверджені запаси родовища оцінюються в 350 млрд м³ газу. Втім, існують прогнози що вони можуть виявитись значно вищими.